# ثلاث وريثات (فلم)
ثلاث وريثات هو فيلم مصري عرض عام 1960، بطولة مريم فخر الدين، وأحمد مظهر، وزهرة العلا، ولولا صدقي، وتأليف وإخراج السيد بدير.

## قصة الفيلم
تفوز الفتيات الثلاث: (ميرفت، وفوقية، وكاميليا) بجائزة اليانصيب التي تقدر بألف جنيه، فيقررن القيام بمغامرة من أجل البحث عن زوج ثري، ويقمن باستئجار جناح فخم في أحد الفنادق الراقية، وتقع كل منهن في حب رجل؛ حيث تقع ميرفت في حب (ممدوح)، وتقع فوقية في حب الكاتب الروائي (عاصم)، أما كاميليا فتغرم بـ(حسن) خادم الفندق.

## طاقم التمثيل
- مريم فخر الدين: (ميرفت)
- أحمد مظهر: (عاصم)
- زهرة العلا: (فوقية)
- لولا صدقي: (كاميليا)
- عبد المنعم إبراهيم: (حسن)
- عمر الحريري: (ممدوح)

## فريق العمل
- إخراج: السيد بدير
- تأليف: السيد بدير
- مدير التصوير: عبد الحليم نصر
- إنتاج: أفلام لولا صدقي
- توزيع: منتخبات بهنا فيلم

## وصلات خارجية
مقالات تستعمل روابط فنية بلا صلة مع ويكي بيانات